# 米勒斯 (紐約州)
米勒斯（英語：Millers）是位於美國紐約州尼亞加拉縣及奧爾良縣的非建制地區。

## 地理
米勒斯所處的海拔為高於海平面106米（即348英呎），而該地所採用的時區為UTC-5，即北美东部时区（EST）。同時該地設有夏令時間，為UTC-5調快一小時，即UTC-4（EDT）。